# تكافؤ

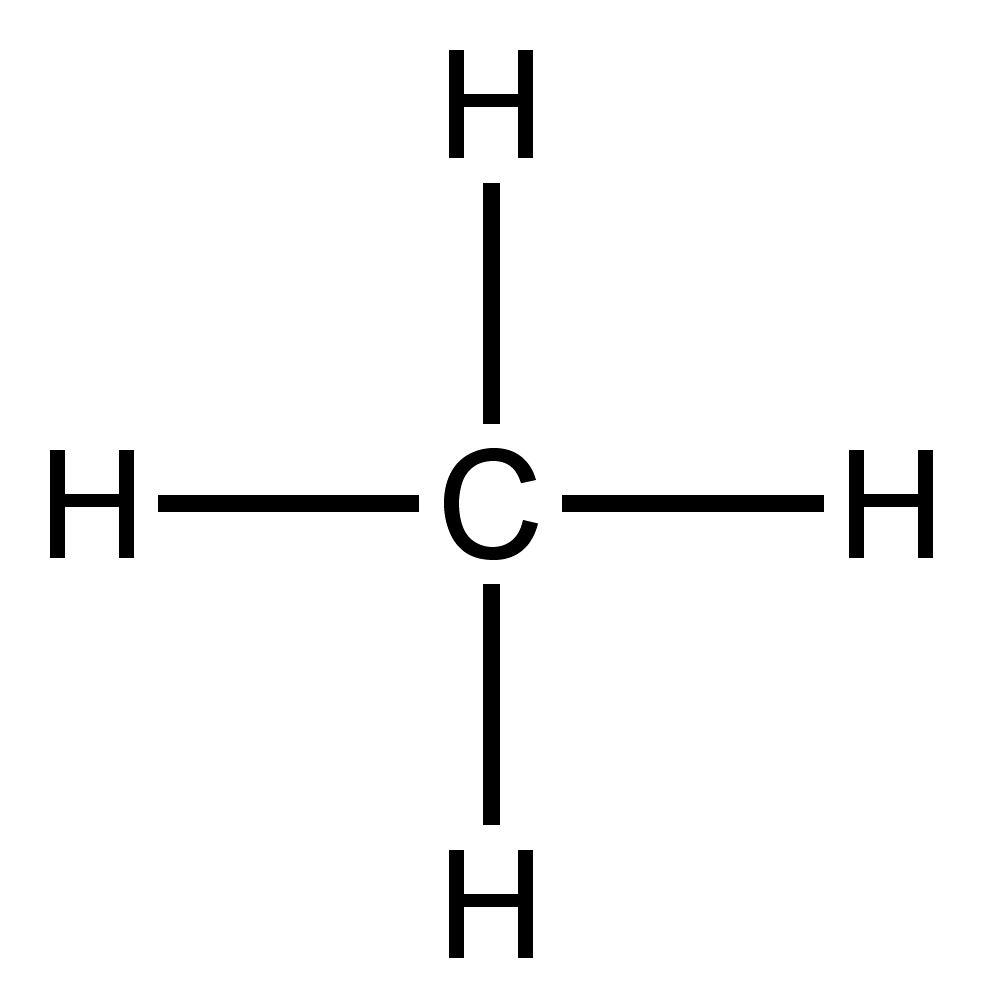

التكافؤ عملية كسب الاكترون في علم الكيمياء على أنه قوة الذرة الخاصة بأي عنصر على الاتحاد مع الذرات الأخرى ويتم قياس ذلك بعدد الإلكترونات التي ستقوم الذرة بإعطائها أو أخذها أو مشاركتها لعمل رابطة كيميائية. وهذا راجع لعدد الفراغات الموجودة في غلاف تكافؤ الذرة. كما يتم وصف حالة الذرة بأرقام لاتينية (مونو، باى/داى، تراى، تيترا وهكذا وذلك للتكافؤ 1، 2، 3، 4) فمثلا عنصر المجموعة الرئيسي الذي يكون فلز له تكافؤ 1, وهذا يساوي عدد اللإلكترونات الموجودة في غلاف التكافؤ للذرة. الفلزات الانتقالية غالبا ما يكون لها أكثر من تكافؤ (راجع القائمة بالأسفل) مع سيادة التكافؤ الأصغر في أغلب الأحوال.
ولا يستخدم مصطلح التكافؤ بكثرة هذه الأيام (حتى أن بعض الكتب لا تذكره من الأصل) حيث ان المصطلح الأكثر دقة هو حالة التأكسد ويفضل استخدامه. وللمركبات الأيونية البسيطة تكون حالة التأكسد للفزات مساوية لتكافئها. وعموما فإنه للمركبات التساهمية التي تتضمن اللا فلزات غالبا ما يكون هناك فرق.

## وحيد التكافؤ
يتم استخدام المصطلح وحيد التكافؤ أو أحادى التكافؤ لوصف الذرات التي لها إلكترون تكافؤ وحيد، أي تكافؤها يساوي 1. وتلك هي ذرات لها إلكترون واحد في مدارها الخارجي. أمثلة على ذلك الهيدروجين، والليثيوم والصوديوم والبوتاسيوم (لاحظ الترتيب في الجدول الدوري للعناصر، كل تلك العناصر تتبع المجموعة الأولى (العمود 1)).
كل العناصر في المجموعة الأولى (المجموعة IA) مثال لهذا فمثلا الهيدروجين والصوديوم.
وهذه العناصر تكون نشطة ويندر أن تكون في الطبيعة بشكل منفرد، بل تتحد بربط الإلكترون الموجود في المدار العلوي مع أنيون عنصر آخر أو جزيئ. مثال على ذلك ملح الطعام NaCl (كلوريد الصوديوم).

## تكافؤ العناصر بالنسبة إلى الهيدروجين
تتبع عناصر المجموعات الأساسية من I إلى VII نظامين للتكافؤ:
1. التكافؤ الذي يساوي رقم المجموعة.
2. التكافؤ الذي يساوي الفرق بين 8 ورقم المجموعة.

وغالبا أن يتخذ التكافؤ التكافؤ الأصغر في حالة وجود عدة إمكانيات. ولا تعامل عناصر المجموعة الأساسية VIII ، حيث أنها الغازات الخاملة ولا تتفاعل مع عناصر أخرى.

## ثنائي التكافؤ
بناء على القاعدة السابقة سنأخذ مثال جزيئ الماء:
- I, تكافؤ الهيدروجين حيث أن الهيدروجين في المجموعة الأولى.
- تكافؤ الأكسجين:
VIII − VI = II, حيث أن الأكسجين ينتمي إلى المجموعة VI.
- أي أن ذرتين من الهيدروجين تتحدان مع ذرة من الأكسجين ويتكون جزيئ الماء

{\displaystyle \mathrm {H_{2}O\ } }.
وبالتالي يتفاعل 2 مول من الهيدروجين مع 1 مول من الأكسجين ويكوّنا 1 مول ماء.
هذا معناه أن 2. 2 جرام هيدروجين (غاز) يتحدوا مع 2. 16 جرام أكسجين
فيتكون 18 جرام ماء. 1 مولماء = 18 جرام.
بناء على ذلك تكون عناصر المجموعة الثانية في الجدول الدوري وكذلك عناصر المجموعة 6 ثنائية التكافؤ.

## تكافؤ عناصر المجموعة الثانوية
سيمثل التكافؤ بالأعداد الرومانية في الأمثلة الآتية:
- أكسيد النحاس (I) أو أكسيد النحاس: Cu2O
- أكسيد الحديد (III) أو أكسيد الحديد (ثلاثي التكافؤ): Fe2O3
- أكسيد السيريوم (رباعي التكافؤ): CeO2 (أو ثاني أكسيد السيريوم) وهو يذكرنا ب ثاني أكسيد الكربون CO2.

### حساب التكافؤ في المركبات الكيميائية

#### مركب عنصرين
لتعيين تكافؤ مركب يتكون من عنصرين نقوم بحساب تكافؤ كل من العنصرين وكذلك المضاعف المشترك الأصغر. وبعد الحصول على تلك القيمتين يمكننا تعيين عدد ذرات كل عنصر في جزيئ المركب وذلك بقسمة المضاعف المشترك الأصغر على تكافؤ كلا من العنصرين. يرمز للمضاعف المشترك الأصغر بالرمز الإنجليزي LCM اختصارا
Least Common Multiple.

##### مثال 1: حساب الصيغة الكيميائية لأكسيد الألمونيوم
- تكافؤ الألمونيوم:
III, حيث أنه في المجموعة III;.
- تكافؤ الأكسجين:
VIII − VI = II, حيث أنه من المجموعة VI.
- المضاعف المشترك الأصغر LCM:
{\displaystyle 3\cdot 2=6}.
- عدد ذرات الأكسجين في الجزيئ:
{\displaystyle {\frac {LCM}{{\text{valence}}_{\rm {oxygen}}}}={\frac {6}{2}}=3}.
- عدد ذرات الألمونيوم في الجزيئ:
{\displaystyle {\frac {LCM}{{\text{valence}}_{\rm {Aluminium}}}}={\frac {6}{3}}=2}.
- الصيغة الكيميائية:
{\displaystyle \mathrm {Al_{2}O_{3}\ } }.

##### مثال 2: حساب الصيغة الكيميائية لالأمونيا
- تكافؤ النيتروجين:
VIII − V = III, حيث أنه ينتمي إلى المجموعة V.
- تكافؤ الهيدروجين:
I, حيث أنه ينتمي إلى المجموعة I.
- المضاعف المشترك الأصغر LCM:
{\displaystyle 3\cdot 1=3}.
- عدد ذرات الهيدروجين في الجزيئ:
{\displaystyle {\frac {LCM}{{\text{valence}}_{\rm {hydrogen}}}}={\frac {3}{1}}=3}.
- عدد ذرات النيتروجين في الجزيئ:
{\displaystyle {\frac {LCM}{{\text{valence}}_{\rm {nitrogen}}}}={\frac {3}{3}}=1}.
- الصيغة الكيميائية للجزيئ:
{\displaystyle \mathrm {N_{1}H_{3}\ } },
ونظرا لأننا لا نكتب الواحد في الصيغة بجانب N تصبح الصيغة للأمونيا:
{\displaystyle \mathrm {NH_{3}\ } }.

## اقرأ أيضا
- قياس اتحادية العناصر
- ألفة كيميائية
- رقم التأكسد
- رابطة متدلية